# 庞克朗
庞克朗（法語：Pencran，法語發音：[pɛ̃kʁɑ̃]）是法国菲尼斯泰尔省的一个市镇，位于该省北部略偏西，属于布雷斯特区。

## 地理
庞克朗（48°26'16"N, 4°14'7"W）面积8.93 平方千米，位于法国布列塔尼大區菲尼斯泰尔省，该省份为法国最西部的省份，位于布列塔尼半岛西部，北西南三面环大西洋，东临阿摩尔滨海省和莫尔比昂省。
与庞克朗接壤的市镇（或旧市镇、城区）包括：迪里农、朗代諾、拉马尔蒂尔、普卢埃代恩、拉罗什莫里斯、圣于尔班。
庞克朗的时区为UTC+01:00、UTC+02:00（夏令时）。

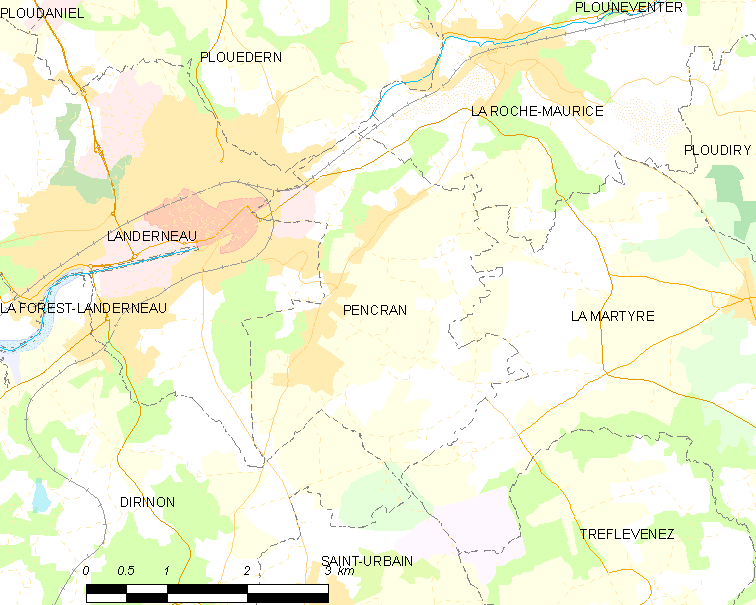
庞克朗的OSM定位图

## 行政
庞克朗的邮政编码为29800，INSEE市镇编码为29156。

## 政治
庞克朗所属的省级选区为朗代诺县。

## 交通
菲尼斯泰尔省省道D764线经过北部。

## 人口

1962-2008年间庞克朗人口变化图示

庞克朗于2022年1月1日时的人口数量为2229人。